# Mathieu d’Escouchy
Mathieu d’Escouchy (auch Matthieu d’Escouchy; * 1420 in Le Quesnoy, Département Nord; † 1482 in Péronne) war ein picardischer Geschichtsschreiber während der letzten Phase des  Hundertjährigen Kriegs.

## Leben und Werk
Über das Leben von Mathieu d’Escouchy ist wenig bekannt. Manche Editoren seiner Chronik sehen in seinem Familiennamen Escouchy eine Variante von jenem der Herren von Coucy. Die Informationen über die Person des Verfassers entstammen vor allem seiner Chronik. Er gibt hier an, dass er ein aus Le Quesnoy im Hennegau gebürtiger Laie war, mütterlicherseits einer vornehmen Familie entstammte und sich dauerhaft in Péronne im Vermandois niederließ. In dieser Stadt war er als Schöffe und Prévôt tätig.
Mathieu d’Escouchy verfasste im Zeitraum von 1461 bis 1467 eine die zeitgenössische französische Geschichte behandelnde Chronik. Diese setzte jene seines Landsmanns Enguerrand de Monstrelet für die Jahre von 1444 bis 1461 fort. Das erste beschriebene Ereignis stellt der zwischen den Königen Heinrich VI. von England und Karl VII. am 28. Mai 1444 vereinbarte Vertrag von Tours dar, und Escouchys Chronik schließt mit dem 1461 erfolgten  Tod Karls VII. und der Thronbesteigung Ludwigs XI. Das Werk ist auf Mittelfranzösisch verfasst. Die Darstellung ist eher knapp gehalten, aber manche hier überlieferte Nachrichten finden sich in keiner anderen Quelle. Bedeutsam ist die Chronik vor allem für die Beziehungen von Karl VII. zum burgundischen Herzog Philipp dem Guten sowie für die seinerzeitigen Beziehungen zwischen Frankreich und dem Orient.
Das Werk von Mathieu d’Escouchy ist im proburgundischen Sinn geschrieben, obwohl sich der Verfasser um Objektivität bemühte. Später trat Escouchy in den Dienst Ludwigs XI. und begleitete ihn zur Schlacht bei Montlhéry (16. Juli 1465), wofür er in den Adelsstand erhoben wurde. Wie bei den meisten Literaten seiner Zeit spiegeln seine Berichte eine Begeisterung für die Beschreibung von Waffentaten, den Glanz von Turnieren und den ritterlichen Status der dargestellten Personen. So schildert er u. a. das von Philipp dem Guten 1454 in Lille veranstaltete prunkvolle Fasanenfest. Der Hof dieses Burgunderherzogs setzte im 15. Jahrhundert die Maßstäbe für die luxuriöse Extravaganz europäischer Höfe.
Escouchys Chronik wurde erstmals 1661 von Denis Godefroy in seiner Histoire de Charles VII, roi de France herausgegeben. Der französische Historiker Gaston du Fresne de Beaucourt besorgte 1863–64 eine modernere Edition des Werks.